# Patricia Strenius
Patricia Caroline Strenius, född 23 november 1989 i Karlskrona, är en svensk tyngdlyftare och CrossFit-idrottare som har representerat Sverige på internationella tävlingar. Strenius har tagit flera svenska rekord i klass 71 och 76 kg. Strenius arbetar som kiropraktor och personlig tränare. Hennes bror är sprintern Patrik Strenius.
Strenius innehar det svenska och nordiska rekordet i 71-kilosklassen med 99 kilo i ryck, 133 kilo i stöt och en total på 230 kilo.

## Karriär
Strenius tog EM-guld i 69-kilosklassen 2018 och EM-brons i 76-kilosklassen 2019. I juni 2021 blev hon uttagen att tävla för Sverige i OS 2020 i Tokyo. Hon tävlade i 76-kilosklassen i tyngdlyftning och slutade på fjärde plats.
I oktober 2020 tog Strenius svenska och nordiska rekord i 76-kilosklassen. Hon tog 106 kilo i ryck, 136 kilo i stöt och en total på 242 kilo. Senare skulle en rättelse publiceras hos Svenska Tyngdlyftningsförbundet där de erkände att lyften var korrekta, men att Strenius inte kunde tillgodose sig resultaten i ryck och totalen eftersom en av domarna saknade behörighet. Trots detta är Strenius innehavare av svenska och nordiska rekorden i dessa discipliner, dock med vikterna 105 kilo i ryck och 238 kilo i totalen, som tagits vid tidigare tillfällen.
Vid EM i Tirana 2022 tog Strenius guld i både totalen och i stöt i 71-kilosklassen.